# Oreobates sanderi
Oreobates sanderi é uma espécie de anfíbio gimnofiono da família Strabomantidae. Está presente na Bolívia. A UICN classificou-a como pouco preocupante.